# Zanussi
Zanussi er et italiensk mærke af hvidevarer. Fra 1984 til 1995 var Zanussi et datterselskab til Electrolux, herefter et brand i moderkoncernen. Zanussi havde hovedkvarter i Pordenone i det nordøstlige Italien, hvor virksomheden også blev etableret af Antonio Zanussi i 1916. I begyndelsen producerede han ovne og komfurer.